# Kleinoderscheid
Kleinoderscheid ist ein Ortsteil von Marialinden in der Stadt Overath im Rheinisch-Bergischen Kreis in Nordrhein-Westfalen, Deutschland.

## Lage und Beschreibung
Der landwirtschaftlich geprägte Ortsteil Kleinoderscheid grenzt an die Kreisstraße 37, die von Vilkerath nach Landwehr führt und hier Vilkerather Straße heißt. Die nächsten Orte sind Dahl, Linde, Tixhoven, Krahwinkel und Breidenassel. Das Gebiet gehört naturräumlich betrachtet zum Marialinder Riedelland, das wiederum zu den Agger-Sülz-Hochflächen zählt. In deren Feuchtflächen finden seltene Tiere und Pflanzen ihre Heimat.

## Geschichte
Die Topographia Ducatus Montani des Erich Philipp Ploennies, Blatt Amt Steinbach, belegt, dass der Wohnplatz bereits 1715 zwei Hofstellen besaß, die als Udest beschriftet sind. Carl Friedrich von Wiebeking benennt die Hofschaft auf seiner Charte des Herzogthums Berg 1789 ebenfalls als Udest.
Der Bereich um Kleinoderscheid, Großoderscheid, Oderscheiderberg und Oderscheiderfeld war im  Mittelalter und der frühen Neuzeit Teil der Honschaft Oderscheid und gehörte zum Besitztum des Rittersitzes Vilkerath. Er wurde im Jahr 1294 als de Oderscheyt urkundlich erwähnt. Oderscheid zählt zu den -scheid-Namen und bezeichnet einen Höhenzug, der eine Grenze, beziehungsweise eine Wasserscheide bildet.
Der Ort ist auf der Topographischen Aufnahme der Rheinlande von 1817 als Kl. Oderscheid verzeichnet. Die Preußische Uraufnahme von 1845 zeigt den Wohnplatz ebenfalls unter dem Namen Kl. Oderscheid. Ab der Preußischen Neuaufnahme von 1892 ist der Ort auf Messtischblättern regelmäßig als Kl. Oderscheid oder Kleinoderscheid verzeichnet.
1822 lebten 30 Menschen im als Hof kategorisierten und als (Klein-) Orderscheidt bezeichneten Ort, der nach dem Zusammenbruch der napoleonischen Administration und deren Ablösung zur Bürgermeisterei Overath im Kreis Mülheim am Rhein gehörte. Für das Jahr 1830 werden für den als Klein-Orderscheid bezeichneten Ort 36 Einwohner angegeben. Der 1845 laut der Uebersicht des Regierungs-Bezirks Cöln als Hof kategorisierte und als Klein-Oderscheid bezeichnete Ort besaß zu dieser Zeit sieben Wohngebäude mit 44 Einwohnern, alle katholischen Bekenntnisses. Die Gemeinde- und Gutbezirksstatistik der Rheinprovinz führt Kleinoderscheid 1871 mit sechs Wohnhäusern und 36 Einwohnern auf. Im Gemeindelexikon für die Provinz Rheinland von 1888 werden für Klein Oderscheid sechs Wohnhäuser mit 43 Einwohnern angegeben. 1895 besitzt der Ort sechs Wohnhäuser mit 29 Einwohnern und gehörte konfessionell zum katholischen Kirchspiel Marialinden, 1905 werden sechs Wohnhäuser und 32 Einwohner angegeben.

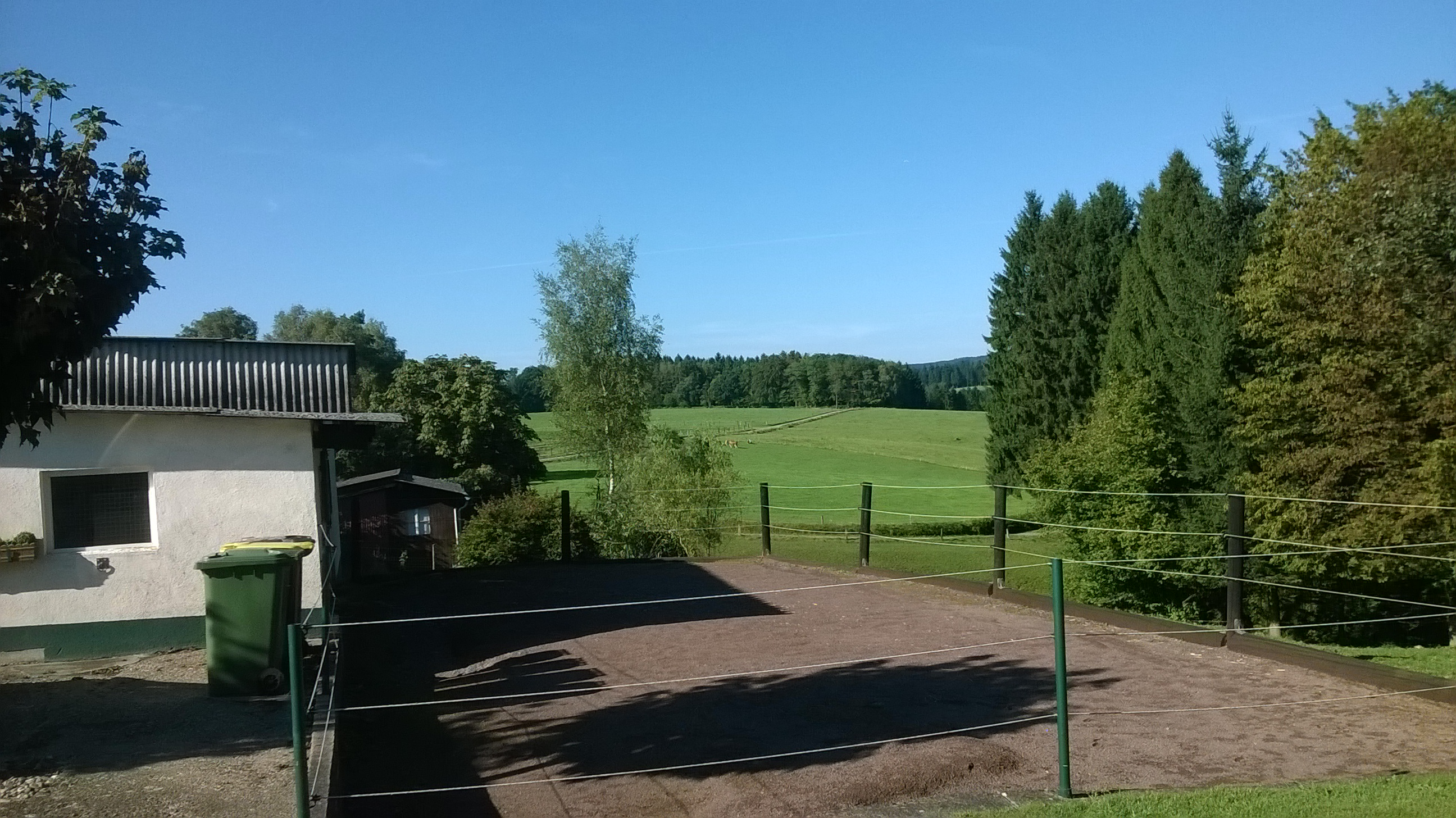
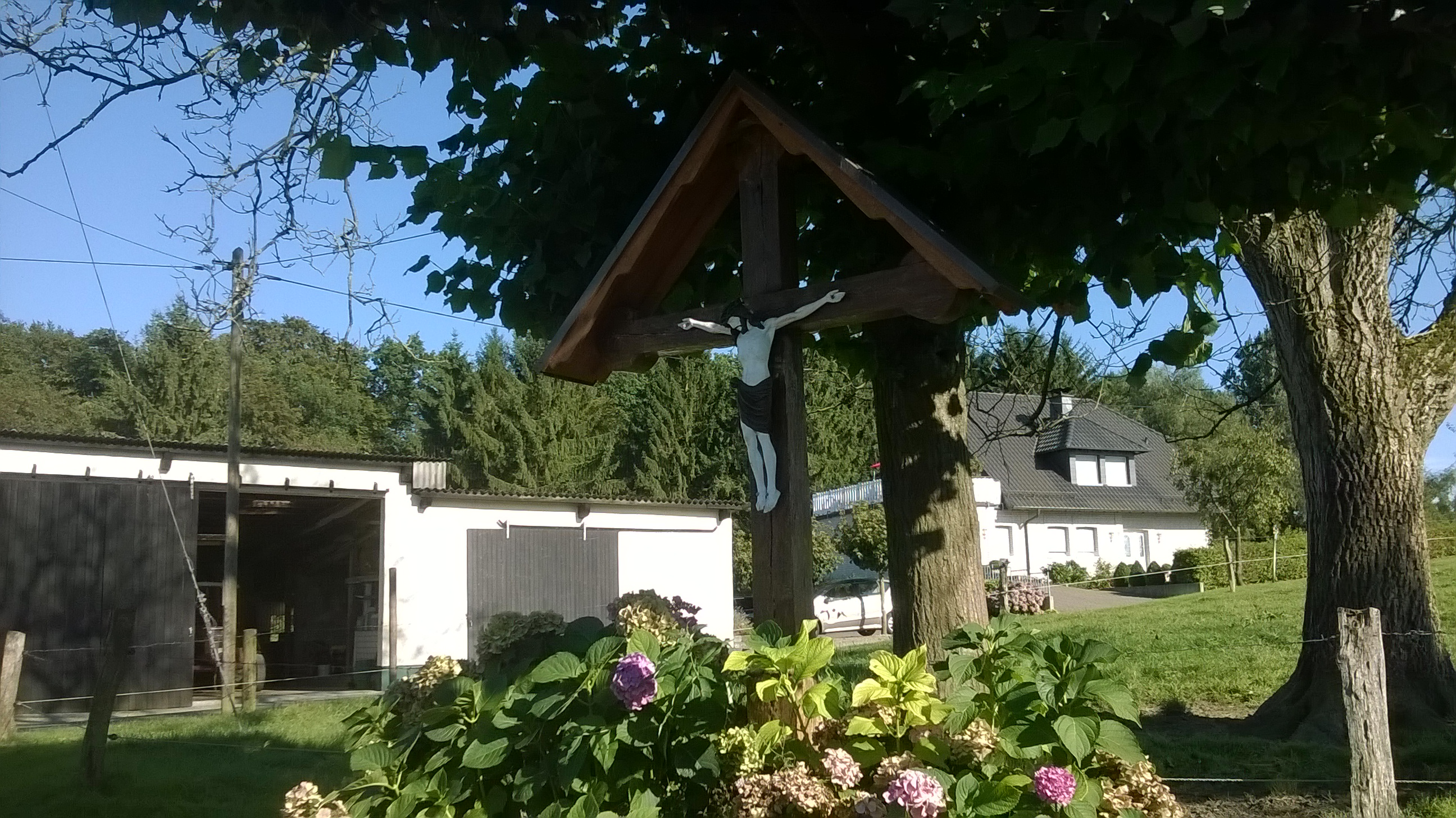
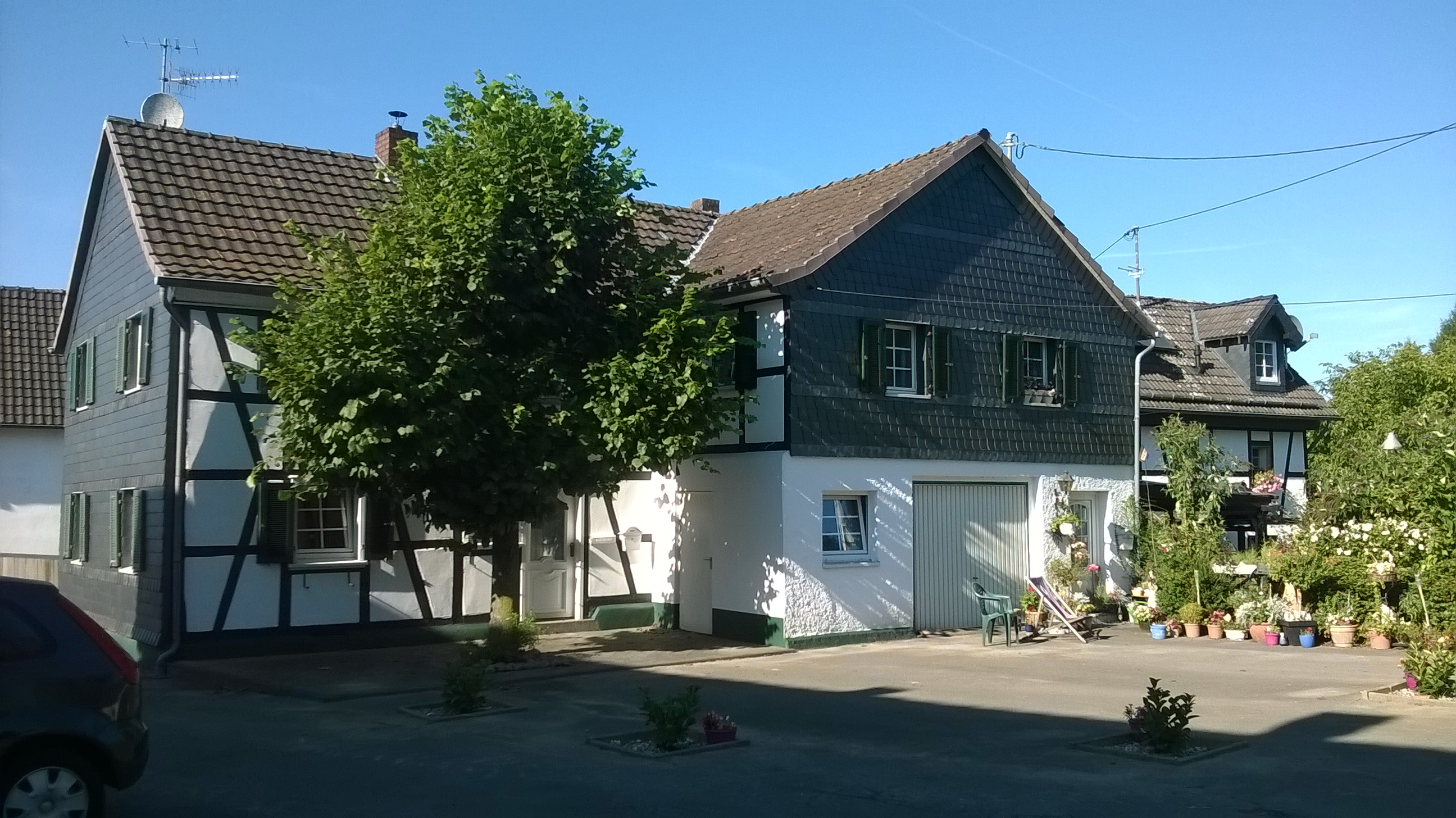
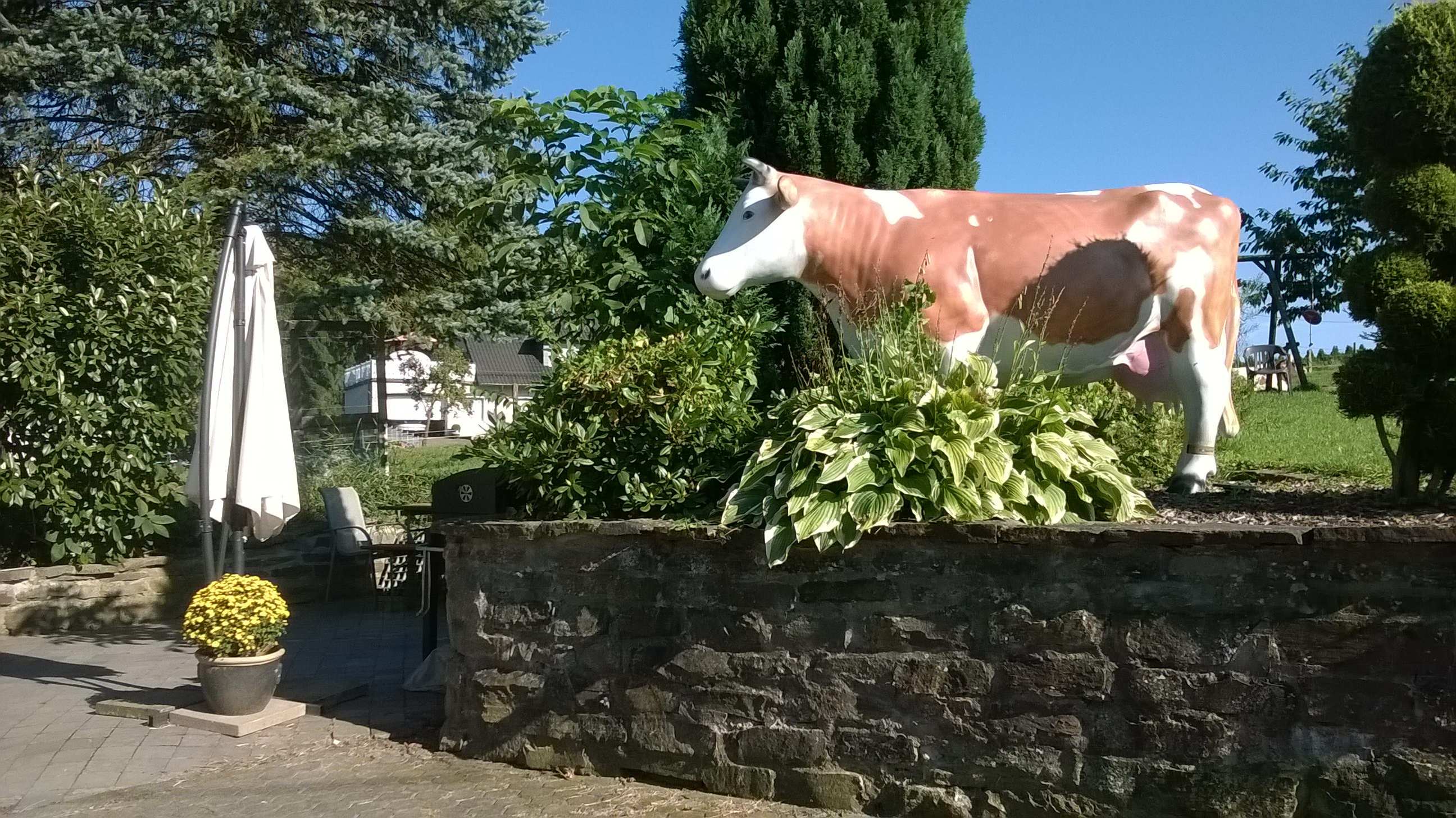